# مشعرة
المُشَعَّرَة (بالإنجليزية: Trichomonas) هي جنسٌ من الطلائعيات الكهفية اللا هوائية والتي تتطفل على الفقاريات، وهي تقع تحت صَف ذوات الجسيم القاعدي.
تتضمن أنواع المُشَعَّرَة ما يلي:

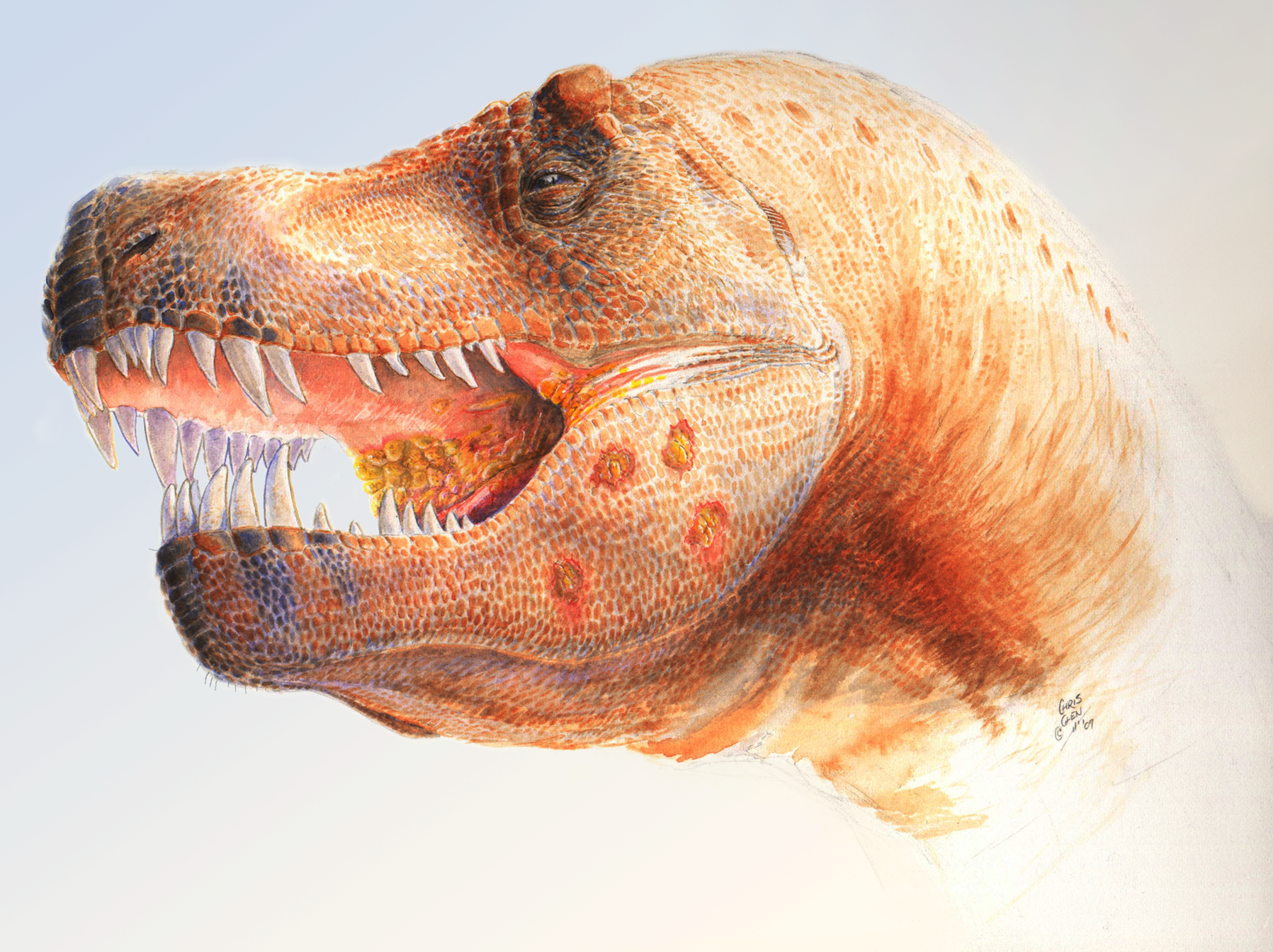
تيرانوصور مُصاب بعدوى مُشابهة للمُشَعَّرة

- المشعر المهبلية، هي كائن حي يعيشٍ بشكلٍ عام داخل المسار البولي التناسلي.
- المشعرة الطيرية، والتي تُصيب الطيور، مُسببةً قرحة في الحماميات، وعندما يُصيب الطيور الجارحة يُسمى «فرونس». وجدت آفات مُشابهة للفرونس في أحافير فُكُوك التيرانوصوريات مثل التيرانوصور والتي قد يكون سببها طُفيلي مُشابه للمشعرة الطيرية.[5]
- المشعرة اللاطئة، هي كائن حي يُوجد في تجويف الفم في البشر والقطط والكلاب.
- إحدى أنواع المُشعرات تُوجد في أحشاء النمل الأبيض وتُسمى "Trichomonas termopsidis".[6][7]

## روابط خارجية
- معلومات عامة
- مُشَعَرة طيرية نسخة محفوظة 11 يوليو 2012 على موقع واي باك مشين.